# Nenita Adan
Nenita Adan (4 juli 1965) is een atleet uit Filipijnen.
Op de Olympische Zomerspelen van Seoul in 1988 liep Adan op de 400 meter horden.
- World Athletics: 14549661